# Anania aurea
Anania aurea là một loài bướm đêm trong họ Crambidae.